# Luis Henrique (labdarúgó, 2001)
Luis Henrique (João Pessoa, 2001. december 14. –) brazil labdarúgó, a francia Marseille csatára.

## Pályafutása
Henrique a brazíliai João Pessoa városában született. Az ifjúsági pályafutását a Três Passos csapatában kezdte, majd a Botafogónál folytatta.
2019-ben mutakozott be a Botafogo első osztályban szereplő felnőtt keretében. 2020. szeptember 25-én a francia első osztályban érdekelt Olympique de Marseille szerződtette. Először a 2020. október 17-ei, Bordeaux ellen 3–1-re megnyert mérkőzés 86. percében, Darío Benedetto cseréjeként lépett pályára. 2022 és 2023 között a Botafogónál szerepelt kölcsönben. Első gólját 2024. március 2-án, a Clermont Foot ellen idegenben 5–1-es győzelemmel zárult találkozón szerezte meg a Marseille színeiben.

## Statisztikák
2024. augusztus 25. szerint

| Klub      | Szezon   | Osztály               | Bajnokság | Bajnokság | Kupa  | Kupa | Nemzetközi | Nemzetközi | Összesen | Összesen |
| Klub      | Szezon   | Osztály               | Meccs     | Gól       | Meccs | Gól  | Meccs      | Gól        | Meccs    | Gól      |
| --------- | -------- | --------------------- | --------- | --------- | ----- | ---- | ---------- | ---------- | -------- | -------- |
| Botafogo  | 2019     | Campeonato Brasileiro | 2         | 0         | 0     | 0    | —          | —          | 2        | 0        |
| Botafogo  | 2020     | Campeonato Brasileiro | 15        | 2         | 0     | 0    | —          | —          | 15       | 2        |
| Botafogo  | 2022     | Campeonato Brasileiro | 10        | 0         | 0     | 0    | —          | —          | 10       | 0        |
| Botafogo  | 2023     | Campeonato Brasileiro | 44        | 4         | 4     | 1    | 9          | 1          | 57       | 6        |
| Marseille | 2020–21  | Ligue 1               | 19        | 0         | 2     | 0    | 3          | 0          | 24       | 0        |
| Marseille | 2021–22  | Ligue 1               | 20        | 0         | 3     | 1    | 2          | 0          | 25       | 1        |
| Marseille | 2023–24  | Ligue 1               | 15        | 1         | 2     | 0    | 7          | 0          | 24       | 1        |
| Marseille | 2024–25  | Ligue 1               | 2         | 2         | 0     | 0    | —          | —          | 2        | 2        |
| Összesen  | Összesen | Összesen              | 127       | 9         | 11    | 2    | 21         | 1          | 159      | 12       |

## Sikerei, díjai
Marseille
- Francia Szuperkupa
  - Döntős (1): 2020